# Сейм Республики Польша
Сейм Республики Польша (пол. Sejm Rzeczypospolitej Polskiej) — нижняя палата Национального собрания Республики Польша, представляющей законодательную власть страны.

## История

### Возникновение
История сейма корнями уходит к славянским вечевым традициям и связана с эволюцией сословной системы в Польше, приведшей к формированию структур сословно-представительской демократии. В 1180 году был проведён сейм в Ленчице.

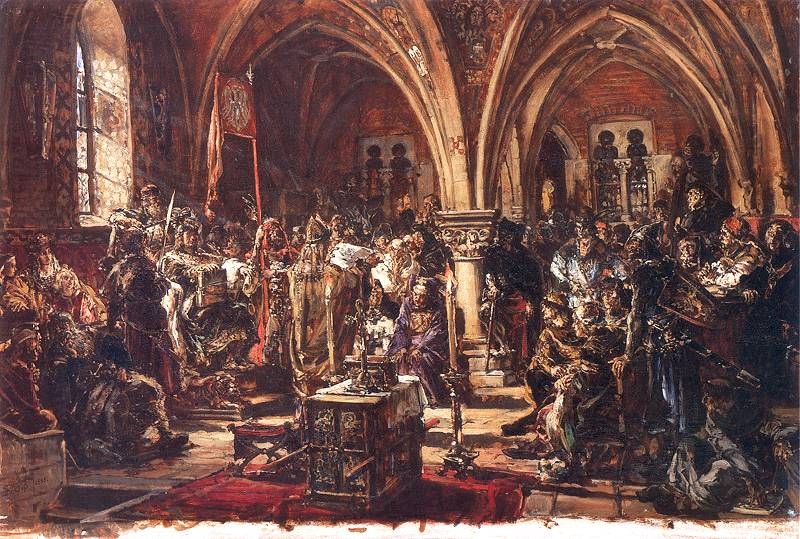
Сейм в Ленчице на картине Яна Матейко

Первый задокументированный Сейм состоялся 26 мая 1331 года в Хенцинах. Вальные (общие) сеймы начали проводиться с начала XV века как результат увеличения роли привилегированного сословия — шляхты — в управлении государством. Борьба шляхты за расширение политического влияния привела к существенному ограничению королевской власти, закреплённому в целом ряде документов, важнейшими из которых были Нешавские статуты и Nihil novi.
К полномочиям Сейма того периода относились: принятие актов по вопросам государственных расходов и доходов, размера налогов, численности армии, а также принятие решений об объявлении войны, заключение политических и военных союзов. Сейм созывался королем, а в период вакансии престола Примасом. Все принятые акты включены в исторический список законов, конституций и привилегий Королевства Польского — Volumina Legum, впервые опубликованный в 1732–1793 годах.

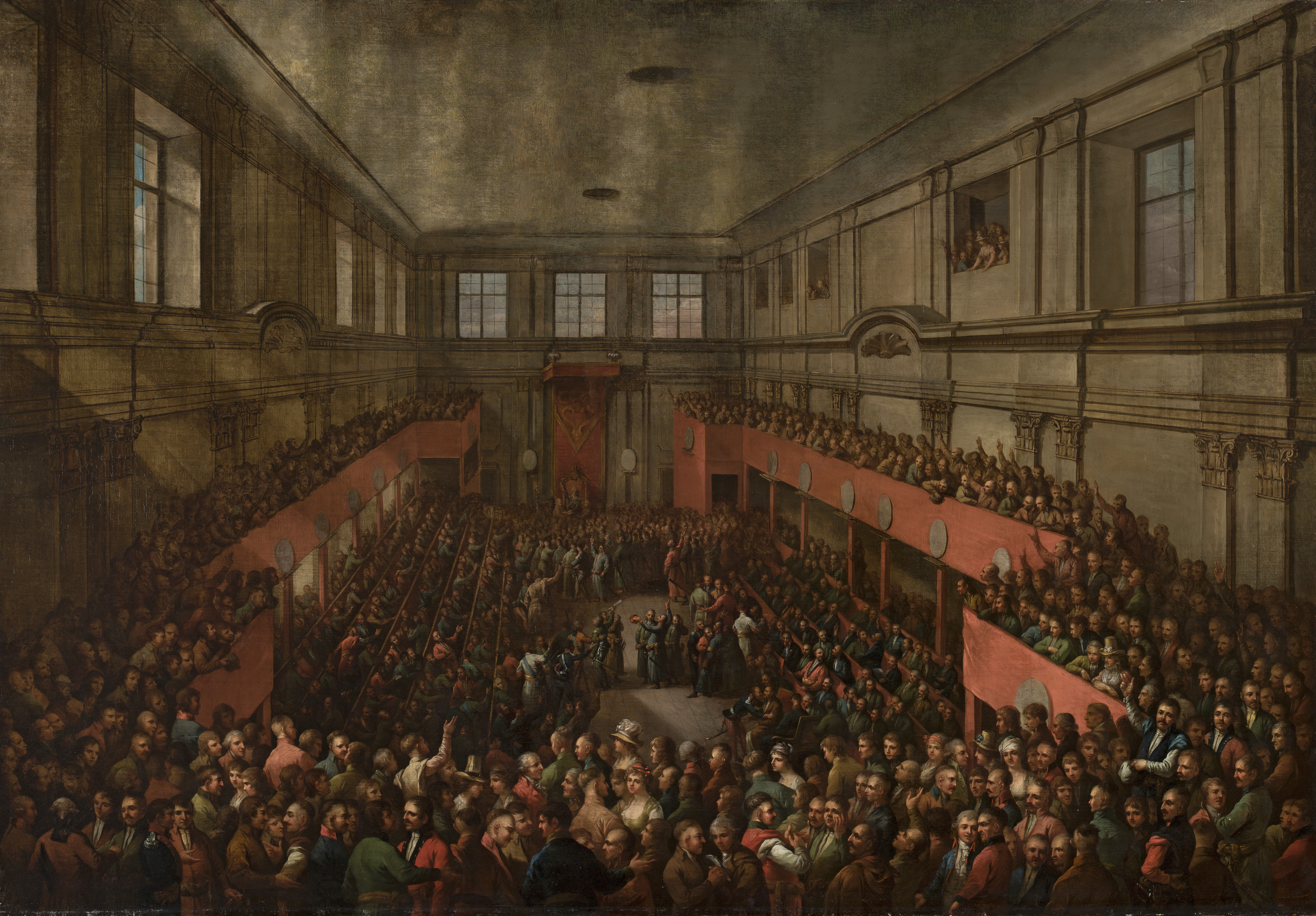
Принятие Четырёхлетним сеймом Конституции 3 мая

В 17 веке Речь Посполитая переживало серьёзный политический кризис. Его основной, хотя и не главной причиной, стало слишком частое использование права liberum veto депутатами Сейма. Попытка разрешить кризис была предпринята на Четырёхлетнем сейме 1791 года, принявшем Конституцию 3 мая. Попытка, однако, провалилась и закончилась вторым и третьим разделами Речи Посполитой.

### Вторая Речь Посполитая
В первое время после восстановления независимости Польши был созван однопалатный Законодательный сейм, принявший в 1919 году малую, а в 1921 году Мартовскую конституцию, которая усилила роль сейма, сделав его наравне с сенатом центральным органом управления государством.

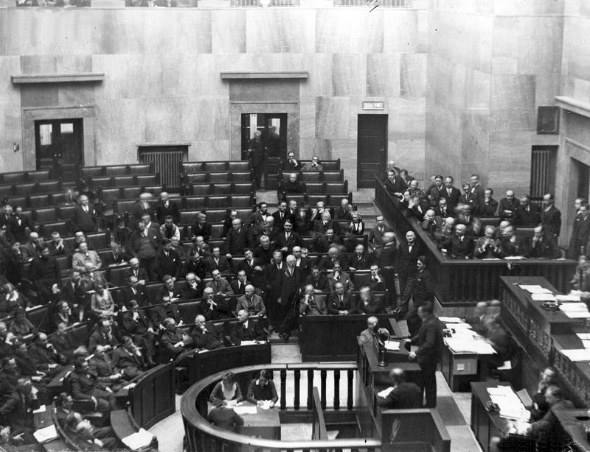
Заседание Сейма, 1931 год

После майского переворота и в особенности после вступления в силу апрельской конституции роль парламента уменьшилась в пользу президента.
Во время Второй мировой войны польское правительство в изгнании учредило Национальный совет Республики Польша, который взял на себя большую часть функций парламента. Во время немецкой оккупации Польши роль парламента выполнял Совет национального единства.

### Польская народная республика
В период с 1944 по 1952 год функцию парламента выполняла сначала Крайова Рада Народова, а после Законодательный Сейм.
В 1952 году был создан однопалатный Сейм ПНР, который не имел реальной власти, а результаты выборов в него фальсифицировались. Во всех созывах Сейма большинство мест контролировалось правящей ПОРП.
В 1989 году после «Круглого стола» были проведены частично свободные парламентские выборы, на которых «Солидарность» получила 161 место. ПОРП хоть и получило большинство мест, но потеряло былое могущество и народную поддержку.

### Настоящее время
В настоящее время Сейм представляет собой нижнюю палату польского парламента; верхняя палата — Сенат. Состоит из 460 депутатов, избираемых сроком на четыре года на всеобщих, равных, прямых и пропорциональных выборах при тайном голосовании.
Состав Сейма по итогам выборов
| ПОРП (1989), Союз демократических левых сил (1991, 1993, 1997, 2001, 2005, 2007, 2011), Левые (2019, 2023) Солидарность (1989, 1991), Избирательная акция Солидарности (1997) Демократическая уния (1993), Союз свободы (1997), Гражданская платформа (2001, 2005, 2007, 2011, 2015), Гражданская коалиция (2019, 2023) Объединённая народная партия (1989), Польская народная партия (1991, 1993, 1997, 2001, 2005, 2007, 2011, 2015), Польская коалиция (2019), Третий путь (2023) Различные правоцентристские партии (1989, 1991), Право и справедливость (2001, 2005, 2007, 2011, 2015, 2019, 2023) Различные (ультра)правые партии (1991, 1993, 1997), Лига польских семей (2001, 2005), Кукиз'15 (2015), Конфедерация (2019, 2023) Самооборона Движение Паликота (2011), Современная (2017) Другие партии |

## Структура Сейма
- Маршал Сейма (Marszałek Sejmu) — ведёт заседания
- Вице-маршалы Сейма (Wicemarszałek Sejmu)
- Президиум Сейма (Prezydium Sejmu), состоит из маршала и всех вице-маршалов
- Совет Старейшин Сейма (Konwent Seniorów), состоит из маршала, всех вице-маршалов и представителей фракций
- Комиссии Сейма (Komisje sejmowe), состоят из председателей (przewodniczący), заместителей председателей (zastępca przewodniczącego) (образующие у некоторых комиссий президиумы комиссий (Prezydium Komisji)) и членов.
- Канцелярия Сейма (Kancelaria Sejmu), орган обеспечивающий деятельность Сейма, возглавлял начальник канцелярии (szef Kancelarii) имевший двух заместителей (zastępca szefa Kancelarii), в состав которой входит маршальская охрана (Straż Marszałkowska) — структура, обеспечивающая охрану здания Сейма.
- Депутатские клубы (klub poselski)
- Депутатское коло (koło poselskie)

## Функции и полномочия
Основная функция Сейма осуществляется путем принятия законов, постановлений и государственного бюджета на следующий год. Кроме того, своим актом Сейм уполномочивает Президента Польши ратифицировать или расторгать некоторые международные соглашения.
В юрисдикцию Сейма входит также назначение и освобождение от должности членов конституционных органов государства. В основном это выражается вынесением вотума доверия Совету министров или правом самостоятельно назначать членов правительства. Согласно Конституции 1997 года Сейм назначает и освобождает от занимаемой должности
- Членов Государственного трибунала
- Судей Конституционного трибунала
- Членов Национального совета судебной власти[пол.]
- 2 членов Национального совета по телерадиовещанию[пол.]
- 3 членов Национального совета по СМИ[пол.]
- 3 членов Совета по денежно-кредитной политике[пол.]
- Омбудсмена
- Уполномоченного по правам ребенка[пол.]
- Председателя Верховной палаты контроля
- Президента Национального банка из кандидатур, предложенных Президентом Польши.
- Председателя Управления по защите персональных данных[пол.]
- Членов Коллегии Института национальной памяти

Кроме того, членов некоторых государственных органов назначаются Маршалом (Спикером) Сейма из числа кандидатур, предложенных Премьер-министром, к примеру члены Совета по охране труда.
Наравне с другими функциями, Сейм вместе с Сенатом также осуществляет функцию контроля органов исполнительной власти. Одним из инструментов государственного контроля со стороны Сейма является право принятия конструктивного вотума недоверия правительству или вотума недоверия конкретному министру.
Каждый год Сеймом проводится аудит государственных расходов на основе данных Верховной контрольной палаты. Сейм также рассматривает отчеты Национального совета по телерадиовещанию, Председателя Управления по защите персональных данных, а также заслушивает доклад Омбудсмена о состоянии и соблюдении прав и свобод человека и гражданина в Польше.